# Асистований суїцид

Сучасний стан асистованого суїциду у світі:
Самогубство за допомогою лікаря є законним
Легалізована рішенням суду, але не законодавчо закріплена і не регулюється
Самогубство за допомогою лікаря є незаконним

Асистований суїцид — це самогубство, здійснене за допомогою іншої людини. Зазвичай під цим терміном розуміють самогубство за допомогою лікаря (PAS), тобто коли самогубство відбувається за допомогою лікаря або іншого медичного працівника. Після того, як визначено, що ситуація людини підпадає під дію законів про самогубство за допомогою лікаря в даній місцевості, допомога лікаря зазвичай обмежується виписуванням рецепту на смертельну дозу лікарських препаратів.
У багатьох юрисдикціях допомога людині піти з життя через самогубство є злочином. Люди, які підтримують легалізацію самогубства за допомогою лікаря, хочуть, щоб люди, які допомагають добровільно піти з життя, були звільнені від кримінального переслідування за вбивство або подібні злочини. За певних обставин самогубство за допомогою лікаря є законним у деяких країнах, зокрема в Австрії, Бельгії, Канаді, Німеччині, Люксембурзі, Нідерландах, Новій Зеландії, Іспанії, Швейцарії, деяких регіонах США і всіх шести штатах Австралії. Конституційні суди Колумбії, Німеччини та Італії легалізували асистоване самогубство, але уряди цих країн ще не ухвалили законів і не врегулювали цю практику.
У більшості цих країн, щоб отримати право на правову допомогу, особи, які бажають померти за допомогою лікаря, повинні відповідати певним критеріям, зокрема: мати невиліковну хворобу, довести, що вони при здоровому глузді, добровільно і неодноразово висловити своє бажання померти та власноручно прийняти вказану смертельну дозу. Закони в різних країнах відрізняються за обсягом. У Сполучених Штатах PAS обмежується тими, кому за прогнозом залишилося жити шість місяців або менше. В інших країнах, таких як Німеччина, Канада, Швейцарія, Іспанія, Італія, Австрія, Бельгія та Нідерланди, невиліковний діагноз не є обов'язковою вимогою, а добровільна евтаназія додатково дозволена.

## Подальше читання
- Asch DA, DeKay ML (вересень 1997). Euthanasia among US critical care nurses. Practices, attitudes, and social and professional correlates [Евтаназія серед медичних сестер реанімації та інтенсивної терапії в США. Практики, ставлення, соціальні та професійні чинники]. Medical Care (англійською) . 35 (9): 890—900. doi:10.1097/00005650-199709000-00002. JSTOR 3767454. PMID 9298078.
- Aviv R (22 червня 2015). Letter from Belgium: Who Has the Right to a Dignified Death?: The Death Treatment [Лист з Бельгії: Хто має право на гідну смерть? Ставлення до смерті]. The New Yorker (англійською) .
- Henig RM (17 травня 2015). The Last Day of Her Life [Останній день життя]. The New York Times Magazine (англійською) .
- McDougall JF, Gorman M (2008). Contemporary World Issues: Euthanasia [Актуальні світові проблеми: евтаназія] (англійською) . Santa Barbara, Calif.: ABC-CLIO.
- What Is Physician-Assisted Suicide? [Що таке асистований суїцид?] (англійською) . Northwestern University. 17 липня 2014. Архів оригіналу за 11 липня 2006. Процитовано 30 липня 2014.